# アメリカンマルキシズム
『アメリカンマルキシズム』（『American Marxism』/「アメリカのマルクス主義」）とは、米国の保守系ラジオ司会者であるマーク・レビンによる 2021 年の本。

## 解説
この本はニューヨーク タイムズのベストセラーであり、出版されてから最初の 3 週間で 700,000 部売れました。
この本は1年後にスペイン語でも出版されました。

## 関連書籍
- マーク・R・レヴィン『アメリカを蝕む共産主義の正体』徳間書店 2023‐8‐31 ISBN978‐4‐19‐865676‐8